# Нонна Банністер
Нонна Банністер (22 вересня 1927 — 15 серпня 2004) — російсько-американська письменниця. 
У віці 9 років пережила з матір'ю Голокост в Україні. Покинувши Німеччину, Банністер іммігрувала до Сполучених Штатів 1950 року, де зустріла свого чоловіка, Вільяма Генрі Банністера, у віці 53 років. Вона народила трьох дітей i жила в Мемфісі до смерті у 2004 році.